# Épinac
Épinac – miejscowość i gmina we Francji, w regionie Burgundia-Franche-Comté, w departamencie Saona i Loara.
Od połowy XIX w. do 1966 w okolicach Épinac wydobywano węgiel kamienny.
Według danych na rok 1990 gminę zamieszkiwało 2569 osób, a gęstość zaludnienia wynosiła 100 osób/km² (wśród 2044 gmin Burgundii Épinac plasuje się na 75. miejscu pod względem liczby ludności, natomiast pod względem powierzchni na miejscu 263.).